# نزلة باخوم
قرية نزلة باخوم هي إحدى القرى التابعة لمركز ساحل سليم في محافظة أسيوط في جمهورية مصر العربية. حسب إحصاءات سنة 2006، بلغ إجمالي السكان في نزلة باخوم 1811 نسمة، منهم 929 رجل و882 امرأة.